# Спартак (спортивне товариство)

Емблема «Спартака»

«Спартак» — всесоюзне спортивне товариство, об'єднувало працівників і службовців промисловості, комунального господарства, зв'язку, автомобільного транспорту і шосейних шляхів, працівників культури, освіти, торгівлі, медичних працівників СРСР.
Станом на 1962 — близько 6 400 колективів. Спортивне товариство «Спартак» в УРСР об'єднувало 685 000 фізкультурників.

## Деякі клуби-представники товариства
- Спартак (футбольний клуб, Москва)
- Спартак (хокейний клуб, Москва)
- Спартак (гандбольний клуб, Київ)